# 皇室裁判令
皇室裁判令（こうしつさいばんれい、大正15年皇室令第16号）は、大日本帝国憲法下における皇族相互の民事訴訟および皇族の子の身分に関する訴えを取り扱う皇室裁判所の構成・手続、皇族と人民の間の訴訟に係る事項並びに皇族に対する刑事裁判に係る事項について定めていた皇室令。日本国憲法の施行の前日である1947年（昭和22年）5月2日、皇室令及附属法令廃止ノ件（昭和22年皇室令第12号）により他の皇室令とともに廃止された。

## 沿革
大日本帝国憲法において天皇はその法的地位が定められていたが、皇室については何ら定めが置かれていなかったため、その地位は不明確であった。この点については同憲法と同時に裁定された旧皇室典範に規定が置かれていたものの、大日本帝国憲法の起草者である伊藤博文は、旧皇室典範は皇室が自らの「家法」を定めたにすぎず、国民に直接関係ないものとして公布する必要も官報に掲載する必要もないと考えていた。
しかし、1899年（明治32年）に皇室改革について検討するための帝室制度調査局が設置されると、憲法上皇族は一臣民と何ら変わらないにもかかわらず「家法」に過ぎない旧皇室典範で特殊な地位を与えているとするのは無理があるので、旧皇室典範が憲法と同等の効力を有すると明らかにする必要があること、旧皇室典範が公布されないままだと皇族に与えられた特殊な地位に基づいた取扱いが徹底されない可能性があること等を理由として、旧皇室典範を「家法」から脱却させ、皇族の地位を明確にする必要があるとして改革が行われた。これを受けて公式令（明治40年勅令第6号）が制定され、同令第4条の規定により皇室典範の改正は憲法・法律と同様に公布の対象となった。また、皇室典範増補の制定により皇族の法的地位が明確化され、次のように皇族に関する法律の適用についても定められた。
第七條　皇族ノ身位其ノ他ノ權義ニ關スル規程ハ此ノ典範ニ定メタルモノノ外別ニ之ヲ定ム
皇族ト人民トニ涉ル事項ニシテ各々適用スヘキ法規ヲ異ニスルトキハ前項ノ規程ニ依ル

第八條　法律命令中皇族ニ適用スヘキモノトシタル規定ハ此ノ典範又ハ之ニ基ツキ發スル規則ニ別段ノ條規ナキトキニ限リ之ヲ適用ス
このように定められたことにより、皇族に対しては皇室典範・皇族令が原則として適用されること、逆に言えば一般の法律・勅令は原則として適用されないことが明らかとなった。
これを言い換えると、制定されている法律一般について皇族には適用がないのが原則で、その例外としては、皇室典範又は皇室令で「皇族は○○法の適用を受ける」旨を定めた場合や、○○法自体に「この法律は皇族にも適用する」旨定めた上で、皇室典範又は皇室令にその法律と矛盾する定めがない場合（矛盾する場合は皇室典範・皇室令の定めが優先する。）に限られた。民事訴訟法、刑事訴訟法、裁判所構成法等にはそのような規定がなかったので、これらを皇族に適用することはできず、皇族に関する裁判は全て皇室典範・皇室令の規定によらなくてはならなくなった。
しかし、旧皇室典範に定められた皇族に係る訴訟に関する規定は、次に掲げるように甚だ抽象的なものしか存在しなかった。
第四十九條　皇族相互ノ民事ノ訴訟ハ勅旨ニ依リ宮內省ニ於テ裁判員ヲ命シ裁判セシメ勅裁ヲ經テ之ヲ執行ス
第五十條　人民ヨリ皇族ニ對スル民事ノ訴訟ハ東京控訴院ニ於テ之ヲ裁判ス但シ皇族ハ代人ヲ以テ訴訟ニ當ラシメ自ラ訟廷ニ出ルヲ要セス
第五十一條　皇族ハ勅許ヲ得ルニ非サレハ勾引シ又ハ裁判所ニ召喚スルコトヲ得ス
特に第49条について穂積八束は、「裁判員」が誰を示すのか不明である、判決の執行に係る規定が存在しない、書面審理・口頭審理の別が定められていない、上訴を許すかどうかも定められていない等、本条は皇族の民事訴訟を司法裁判所で取り扱わない旨を定めたにすぎず、細目的規定が必要であると述べていた。また、刑事訴訟に関する規定は一切存在しなかった。
このような不足を補うため、1916年（大正5年）に設けられた帝室制度審議会が皇室裁判令案の起草に着手し、1917年（大正6年）に全131条からなる案を宮内大臣を通じて内閣に提出した。その際の内容はおおむね次のようなものであった。
- 皇族間の民事訴訟・皇族の身分に関する訴訟は一審制の皇室裁判所で取り扱うこと。その手続については特別の規定を除くほか民事訴訟法を適用すること。
- 皇族間の財産に係る訴訟はまず和解を試み、これに失敗した場合のみ提訴を許すこと。
- 人民と皇族の間の民事訴訟は、裁判所構成法、民事訴訟法等によるが、皇族は出廷しなくてよいこと。また、皇族に対する強制執行は区裁判所ではなく東京控訴院が行うこと。
- 皇族に係る刑事訴訟については大体において刑法、刑事訴訟法、陸軍治罪法および海軍治罪法に準拠すること。ただし司法裁判所にかかる場合には捜査の指揮は検事総長が行うほか公判に立ち会うこと。
- 皇族が軍法会議にかかる場合については陸軍大臣又は海軍大臣が捜査の指揮を行うこと。その判決については大臣が意見を付して天皇に勅裁を請うこと。

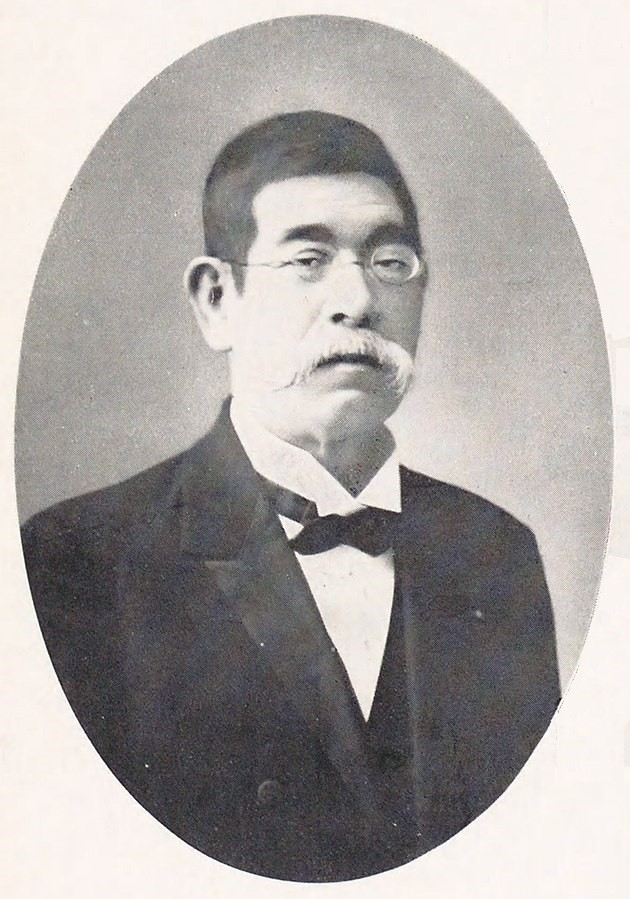
末松謙澄

当該案について、内閣は特に意見なしとしたが、枢密院に諮詢された後、枢密顧問官であった末松謙澄の強固な反対により議論が紛糾した。末松の反対の理由は「裁判所」という名称は穏当ではないとする、皇族に対する強制執行や刑事訴訟の規定をすべて削るよう求める等、皇族の尊厳に少しでも抵触することによる社会的・政治的影響を避けたいという考えがあったのではないかと考えられている。当該案については、結局宮内省が撤回することによって廃案となった。
その後、1926年（大正15年）になって帝室制度審議会が改めて案を起草し、宮内大臣を通じて内閣に提出の上枢密院に諮詢、修正の上で全会一致で可決され、同年12月1日に公布された。前回の案が全131条であったのに対し、可決されたものは全32条とスリム化されたほか、強制執行の規定を含めない等、前回法案時の反対派の意見を取り入れた部分もあったが、「裁判所」という名称を採用し、また、刑事訴訟の規定を置く等、前回の法案から変わらない部分も存在した。
本令の公布に当たり、宮内省参事官は、皇室相互・皇室人民間で訴訟を提起し争うようなこと、皇族自らが犯罪を犯すようなことはもとよりあるべきではないが、制度としては万が一に備えて用意して置かなければならない、と述べている。

## 規定
本令の規定は、皇族の民事訴訟の取扱い・皇族の刑事訴訟の取扱い・その他民事刑事に貫通する規定の大きく3つに分かれる。なお、あくまで本法の対象は皇族であり、大日本帝国憲法第3条の神聖不可侵の原則から当然に天皇を対象にすることは考えられていなかった。そのため、本法は「皇室裁判令」ではなく「皇族裁判令」ではないかとも言われる。このことについて、美濃部達吉は、いかなる法律も君主を責問する力はなく、如何なる裁判所も天皇に処罰を加える権威を有し得ない、と説明していた。ただし例外として、天皇の財産である御料に関しては一般に民事・商事の問題となるが、その場合は宮内大臣を当事者とみなした（皇室財産令第2条）。

### 皇族の民事訴訟

#### 皇族相互の民事訴訟・身分に関する訴え
- 皇室裁判所を設置し、次の事項について専属管轄を有することになった（第1条第1項）。また、裁判の執行を担当した（第5条）。
  - 皇室典範第49条の訴訟（皇族間の民事訴訟）

第四十九條　皇族相互ノ民事ノ訴訟ハ勅旨ニ依リ宮內省ニ於テ裁判員ヲ命シ裁判セシメ勅裁ヲ經テ之ヲ執行ス

- 皇室親族令第47条の規定による訴訟（皇族の嫡出・庶出に関する訴え）

第四十七條　皇族ノ嫡出子又ハ庶子タル身分ニ対シテハ皇族又ハ宮内大臣ハ反対ノ事実ヲ主張スルコトヲ得

- 皇族裁判所の皇室裁判員は枢密院議長、枢密院副議長、枢密顧問官、大審院長又は勅任の判事の中から7名が選ばれ、その中の1名が勅命により裁判長となった（第2条、第3条）[22]。
- 皇室裁判所は臨時に置かれ（第1条第2項）、一審制[23]の裁判所であった。そのため、日本国憲法下では特別裁判所の設置を禁じる第76条により設置を許されない。
- 訴訟を提起するには宮内大臣に訴状を提出した（第6条）。
- 宮内大臣は、報告を求め、意見書を提出し、弁論に立ち会って意見を述べる権利を有していた（第10条）。
- 大日本帝国憲法第59条の例外として、弁論・裁判は全て非公開であった（第8条）。

#### 皇族と人民の民事訴訟
- 皇族・人民間の民事訴訟については、原則として一般の民事訴訟の規定を適用した。ただし、仮執行・督促手続・仮差押・仮処分の規定については皇族の品位に適するものではないとして[24]適用がなかった（第14条）。
- 皇族・人民間の民事訴訟は第一審・第二審ともに東京控訴院の専属管轄とされた（第15条）。このことについては旧皇室典範第50条とこれを受けた裁判所構成法第38条にも既に同様の規定が置かれていた。
- 皇族の特権として[24]出廷を要さないこととされていたことから（旧皇室典範第50条ただし書）、これに応じて当事者である皇族の尋問はその所在で行うこととされた（第16条）。

### 皇族の刑事訴訟

#### 司法裁判権の裁判権の範囲に属する刑事訴訟
- 全て大審院の専属管轄とされた（第18条）。裁判所構成法は、「皇族ノ犯シタル罪ニシテ禁錮又ハ更ニ重キ刑ニ處スヘキモノノ豫審及裁判」のみを大審院の管轄としていたが（裁判所構成法第50条）、これを本令によって変更したものである[25]。
- 捜査は検事総長の指揮によるものとされ（第20条）、公判への立会を義務付けられた（第22条）。
- その他の取扱いについては刑事訴訟法その他一般の法令が適用されたが、刑の執行手続については法務大臣が勅裁を経てこれを定めることとされた（第23条、第24条）。

#### 軍法会議の裁判権の範囲に属する刑事訴訟
- 陸軍軍法会議法、海軍軍法会議法とその付属法令は原則として皇族に適用があるとされたが、刑の執行手続については陸海軍大臣が勅裁を経て定めることとされた（第25条）。
- 大将である判士3人および法務官2人をもって構成する高等軍法会議で扱うものとされた（第26条）。
- 捜査は陸軍大臣又は海軍大臣の指揮によるものとされた（第27条）。

### 雑則
- 皇族を証人とするときはその所在に赴いて尋問を行うものとされた（第29条）
- 皇室親族令の例外として、親族として扱う血族を六親等以内に限定した（第30条）。親族関係があると裁判官等の忌避事由となるが、皇室親族令に基づき全ての血族を親族としてしまうと範囲が広すぎるからである[26]。
- 押収捜索その他の強制処分を皇族に対して行う場合、勅許の上で宮内高等官の立会がなければ許されなかった（第31条）。